# ناقلية مسامية
الناقلية المسامية هي خاصية تسمح بتبادل الغازات بين أوراق النبات خلال عملية النتح والجو المحيط عبر الفوهات.
يعتبر انغلاق الفوهات رد فعل أولياً سريعاً للإجهاد، وذلك بهدف خفض كمية الماء التي تفقدها النباتات في النتح للمحافظة على انتفاخ (بالإنجليزية: Turgidity)‏ الخلايا. والناقلية المسامية ذات تأثرً عالًٍ بالبيئة. يقلل الإجهاد النباتي بسرعة من توسع الأوراق وتوصيل المسام وقد يؤثر في النهاية على الأحداث الأساسية لعملية التمثيل الضوئي.